# Stenichnus godarti
Stenichnus godarti är en skalbaggsart som först beskrevs av Pierre André Latreille 1806.  Stenichnus godarti ingår i släktet Stenichnus, och familjen glattbaggar. Arten är reproducerande i Sverige.